# Minnesota wist
Minnesota wist – gra karciana wywodząca się ze stanu Minnesota, gdzie jest nazywana po prostu „wistem”. Gra pochodzi od wista klasycznego. Została najprawdopodobniej stworzona przez skandynawskich imigrantów w Ameryce. Jest bardzo podobna do skandynawskiej odmiany wista, nazywanej „wistem norweskim”. Gra jest również grywana w Dakocie Południowej, w której żyje bardzo duży odsetek ludzi pochodzenia skandynawskiego. Cechą charakterystyczną tej odmiany wista jest brak koloru atutowego.

## Zasady
Gra przeznaczona jest dla czterech graczy, którzy grają w dwóch parach. Partnerzy siedzą naprzeciwko siebie. W wiście Minnesota wykorzystuje się pełną talię (52) kart. Hierarchia kart jest typowa dla wista (od najstarszej do najmłodszej): A, K, Q, J, 10, 9, 8, 7, 6, 5, 4, 3, 2. Gra składa się z rozdania kart, wybrania rodzaju gry, rozgrywki i podliczenia punktów.
Na początku rozdający rozdaje wszystkim graczom 13 kart rozpoczynając od osoby siedzącej na lewo od niego. Następnie gracze równocześnie umieszczają przed sobą dowolną kartę koszulką do góry. Karta o barwie czarnej oznacza chęć gry „grand”, natomiast karta o barwie czerwonej oznacza chęć gry „pass”. Osoba na lewo od rozdającego odsłania swoją kartę. Jeżeli karta jest czerwona, robi to kolejna osoba. W przypadku, gdy wszystkie odsłonięte karty są czerwone, gra będzie typu „pass”. Jeżeli choć jedna odsłonięte karta jest czarna, to pozostali gracze nie odsłaniają już swoich kart i gra będzie typu „grand”.

### Gra grand
Odbywa się, jeżeli choć jedna osoba pokazała czarną kartę (czyli wybrała grę grand). Osoba siedząca na prawo od osoby, która wybrała grę grand zagrywa pierwszą kartę. Po niej robią to zgodnie z ruchem wskazówek zegara pozostali. Gracze mogą dołożyć dowolną kartę, ale istnieje obowiązek dokładania do koloru. W przypadku, gdy nie można dołożyć do koloru można położyć jakąkolwiek kartę. Osoba, która położyła najstarszą kartę w zagranym kolorze zdobywa lewę i zagrywa kolejną kartę.
Celem gry grand jest wzięcie jak najwięcej lew. Jeżeli para, która wybrała grę grand zdobyła więcej lew, to otrzymuje po jednym punkcie za każdą lewę wziętą powyżej 6. Jeżeli rozdanie wygrali ich przeciwnicy (obrońcy), to otrzymują po dwa punkty za każdą lewę wziętą powyżej 6. Stanowi to karę dla pary, która wybrała grę grand.

### Gra pass
Odbywa się, gdy wszyscy gracze pokazali czerwoną kartę (spasowali). Pierwszą kartę zagrywa osoba siedząca na lewo od rozdającego, po niej czynią to pozostali. Identycznie jak w grze grand istnieje obowiązek dokładania do koloru. Nie ma obowiązku bicia. Lewę bierze osoba, która położyła najstarszą kartę w zagranym kolorze.
Celem gry pass jest unikanie brania lew. Para, która wzięła więcej lew traci jeden punkt za każdą lewę wziętą powyżej 6. Są one dopisywane ich przeciwnikom.

### Zakończenie gry
Gra kończy się, gdy jedna z par zdobędzie co najmniej 13 punktów. Zajmuje to zwykle kilka rozdań.

## Związek z wistem norweskim
Gra jest bardzo podobna do wista norweskiego. Różni się od niego tym, że w wiście norweskim czerwona karta oznacza chęć gry grand, a czarna karta oznacza chęć gry pass.

## Minnesota wist współcześnie.
Minnesota wist jest jedną z gier oferowanych przez Whist Portal.